# Touch (Eurythmics)
Touch è un album degli Eurythmics, pubblicato nel 1983, inserito alla posizione numero 492 nella lista dei 500 migliori album secondo Rolling Stone.

## Tracce
1. Here Comes the Rain Again – 4:54
2. Regrets – 4:43
3. Right by Your Side – 4:05
4. Cool Blue – 4:48
5. Who's That Girl? – 4:46
6. The First Cut – 4:44
7. Aqua – 4:36
8. No Fear, No Hate, No Pain (No Broken Hearts) – 5:24
9. Paint a Rumour – 7:30

### Tracce bonus dell'edizione 2005
1. You Take Some Lentils… And You Take Some Rice – 3:01
2. ABC (Freeform) – 2:36
3. Plus Something Else – 5:20
4. Paint a Rumour (versione estesa) – 7:57
5. Who's That Girl? (live) – 3:28
6. Here Comes the Rain Again (live) – 3:07
7. Fame – 2:39

## Formazione
- Annie Lennox - voce, flauto, tastiere
- Dave Stewart - batteria elettronica, chitarra, dulcimer, sintetizzatore, tastiere, xylofono, cori
- Dean Garcia - basso
- The British Philharmonic Orchestra - archi
- Dick Cuthell - cornetta, filicorno, tromba
- Martin Dobson - sassofono baritono (traccia 3)

## Classifiche

### Classifiche settimanali
| Classifica (1983/84) | Posizione massima |
| -------------------- | ----------------- |
| Australia            | 4                 |
| Canada               | 3                 |
| Francia              | 20                |
| Germania             | 9                 |
| Norvegia             | 8                 |
| Nuova Zelanda        | 1                 |
| Paesi Bassi          | 9                 |
| Regno Unito          | 1                 |
| Stati Uniti          | 7                 |
| Stati Uniti (R&B)    | 35                |
| Svezia               | 9                 |
| Svizzera             | 14                |

### Classifiche di fine anno
| Classifica (1983) | Posizione |
| ----------------- | --------- |
| Regno Unito       | 36        |
| Classifica (1984) | Posizione |
| Australia         | 12        |
| Canada            | 13        |
| Germania          | 66        |
| Nuova Zelanda     | 17        |
| Paesi Bassi       | 38        |
| Regno Unito       | 26        |
| Stati Uniti       | 27        |